# Lesedi
Lesedi – gmina w Republice Południowej Afryki, w prowincji Gauteng, w dystrykcie Sedibeng. Siedzibą administracyjną gminy jest Heidelberg.